# David Ríos Insua
David Ríos Insua (Madrid, 21 de junio de 1964) es un matemático español.  

## Biografía
Hijo del también matemático Sixto Ríos, en 1987 se licenció en matemáticas en la Universidad Complutense de Madrid.  Es doctor en ciencias de la computación por la Universidad de Leeds (1990). Es el académico más joven de la Real Academia de Ciencias Exactas, Físicas y Naturales de la que fue nombrado vicesecretario en 2015, . estadística e investigación operativa en la Universidad Rey Juan Carlos (URJC), en la que se presentó como candidato a rector en 2009  y fue vicedecano de nuevas tecnologías y relaciones internacionales de 2002 a 2009.
Ha sido profesor e investigador en la Universidad Politécnica de Madrid (UPM), en la Universidad de Duke, en la Universidad de Purdue, en la Universidad Paris-Dauphine, en el International Institute for Applied Systems Analysis (IIASA), en el Consiglio Nazionale delle Ricerche-Istituto di Matematica Applicata y Tecnologie Informatiche (CNR-IMATI),  y en el Statistical and Applied Mathematical Sciences Institute (SAMSI), donde ha sido director del programa de análisis de riesgo, eventos extremos y teoría de la decisión.  
Ha trabajado en campos como la inferencia bayesiana en redes neuronales, métodos MCMC en análisis de decisión, robustez bayesiana o análisis de riesgos de confrontación. También ha trabajado en las áreas aplicadas como la democracia electrónica,  gestión de embalses, modelos de lucha contra el terrorismo y otros.

## Obras
- E-Democracy: A Group Decision and Negotiation Perspective, coord. miedo Simon French; David Ríos Insua (ed. lit.) Springer, 2010. ISBN 978-90-481-9045-4
- Simulación: métodos y aplicaciones Paracuellos del Jarama (Madrid) : Ra-Ma, [2008. ISBN 978-84-7897-895-3
- Statistical decision theory, con Simon French, London : Arnold, 2000. ISBN 0-340-61460-9
- Simulación: métodos y aplicaciones, con Sixto Ríos Insua y Jacinto Martín Jiménez, RA-MA, 1997. ISBN 84-7897-258-7
- Bayesian Analysis of Stochastic Processes, Wiley (con F. Ruggeri y M. Wiper), (2012)
- Adversarial Risk Analysis, CRC (con D. Banks y J. Ríos), (2015).